# First Shot – Das Attentat
First Shot – Das Attentat (First Shot) ist ein US-amerikanischer Actionfilm aus dem Jahr 2002. In dem von Armand Mastroianni inszenierten Fernsehfilm spielt Mariel Hemingway die Hauptrolle.
Der Film ist eine Fortsetzung der Actionfilme „Die Tochter des Präsidenten: In tödlicher Gefahr“ („First Daughter“) mit Mariel Hemingway, Monica Keena und Gregory Harrison aus dem Jahr 1999 sowie „First Target – Anschlag auf den Präsidenten“ („First Target “) mit Daryl Hannah und Gregory Harrison aus dem Jahr 2000.

## Handlung
Die Agentin des United States Secret Service Alex McGregor leitet den Personenschutz des US-Präsidenten Jonathan Hayes. Sie ist frisch mit Grant Coleman verheiratet, mit dem sie Flitterwochen in Mexiko verbringen will.
In Oregon wird auf einem Militärstützpunkt ein Anschlag ausgeübt, bei dem fast 30 Soldaten sterben. Hayes fliegt dorthin und ehrt die getöteten Soldaten in einer Rede, als er von einem Scharfschützen angeschossen wird. Der Attentäter wird verhaftet. McGregor meint, zwei Schüsse gehört zu haben, spätere Nachforschungen bestätigen die Anwesenheit eines zweiten Scharfschützen. Es handelt sich dabei um den Anführer einer militanten Gruppe, Adam Carter. Carter erschießt den ersten Attentäter, als dieser verlegt werden soll.
Grant wird von Carter entführt. Als er mit seiner Frau telefonieren darf, sagt er, er würde sich „wie in den Flitterwochen fühlen“. Dies bringt McGregor darauf, dass ihr Mann in einem Lager festgehalten wird, in dem die aus Mexiko eingeführten Waren gelagert werden. Sie und zwei andere Agenten befreien Grant. Dabei wird ein Terrorist erschossen.
Carter will den Präsidenten erschießen, als dieser aus dem Krankenhaus in Portland nach Washington verlegt wird. Er schießt auf eine Gestalt auf der Trage, die sich jedoch als eine Schaufensterpuppe erweist. Nach einer Verfolgungsjagd erschießt McGregor Carter auf dem Parkplatz des Krankenhauses.
Alex und Grant fahren in die Flitterwochen.

## Kritiken
„Dritter Film um die Secret Service Agentin Alex McGregor, die erneut zwischen Beruf, Berufung und Privatleben hin und her gerissen wird. Obwohl der Film vor einem explizit politischen Hintergrund spielt, konzentriert er sich auf pure Actionelemente und verschenkt so einen Großteil an Glaubwürdigkeit.“